# Garnotia patula
Garnotia patula là một loài thực vật có hoa trong họ Hòa thảo. Loài này được (Munro) Munro ex Benth. mô tả khoa học đầu tiên năm 1861.